# Bury Town FC
Bury Town FC (celým názvem: Bury Town Football Club) je anglický fotbalový klub, který sídlí ve městě Bury St Edmunds v nemetropolitním hrabství Suffolk. Založen byl v roce 1872 pod názvem Bury St Edmunds FC. Od sezóny 2018/19 hraje v Isthmian League North Division (8. nejvyšší soutěž). Klubové barvy jsou modrá a bílá.
Své domácí zápasy odehrává na stadionu Ram Meadow s kapacitou 3 500 diváků.

## Historické názvy
Zdroj: 
- 1872 – Bury St Edmunds FC (Bury St Edmunds Football Club)
- 1885 – Bury Town FC (Bury Town Football Club)
- 1895 – Bury St Edmunds FC (Bury St Edmunds Football Club)
- 1908 – Bury United FC (Bury United Football Club)
- 1923 – Bury Town FC (Bury Town Football Club)

## Získané trofeje
- Suffolk Senior Cup ( 5× )
  - 1936/37, 1937/38, 1938/39, 1944/45, 1984/85

## Úspěchy v domácích pohárech
Zdroj: 
- FA Cup
  - 1. kolo: 1968/69, 2008/09
- FA Trophy
  - 2. kolo: 1970/71
- FA Vase
  - Semifinále: 2005/06

## Umístění v jednotlivých sezonách
Stručný přehled
Zdroj: 
- 1935–1964: Eastern Counties League
- 1964–1971: Metropolitan League
- 1971–1976: Southern Football League (Division One North)
- 1976–1987: Eastern Counties League
- 1987–1995: Southern Football League (Southern Division)
- 1995–1996: Southern Football League (Midland Division)
- 1996–2006: Eastern Counties League (Premier Division)
- 2006–2008: Isthmian League (Division One North)
- 2008–2010: Southern Football League (Division One Midlands)
- 2010–2015: Isthmian League (Premier Division)
- 2015–2018: Isthmian League (Division One North)
- 2018– : Isthmian League (North Division)

Jednotlivé ročníky
Zdroj: 
Legenda: Z - zápasy, V - výhry, R - remízy, P - porážky, VG - vstřelené góly, OG - obdržené góly, +/- - rozdíl skóre, B - body, červené podbarvení - sestup, zelené podbarvení - postup, fialové podbarvení - reorganizace, změna skupiny či soutěže
| Sezóny  | Liga                                             | Úroveň | Z  | V  | R  | P  | VG  | OG | +/- | B   | Pozice |
| ------- | ------------------------------------------------ | ------ | -- | -- | -- | -- | --- | -- | --- | --- | ------ |
| 2009/10 | Southern Football League (Division One Midlands) | 8      | 42 | 32 | 6  | 4  | 115 | 40 | +75 | 102 | 1.     |
| 2010/11 | Isthmian League (Premier Division)               | 7      | 42 | 22 | 10 | 10 | 67  | 49 | +18 | 76  | 3.     |
| 2011/12 | Isthmian League (Premier Division)               | 7      | 42 | 22 | 9  | 11 | 85  | 55 | +30 | 75  | 5.     |
| 2012/13 | Isthmian League (Premier Division)               | 7      | 42 | 19 | 9  | 14 | 66  | 64 | +2  | 66  | 7.     |
| 2013/14 | Isthmian League (Premier Division)               | 7      | 46 | 17 | 9  | 20 | 60  | 65 | -5  | 60  | 15.    |
| 2014/15 | Isthmian League (Premier Division)               | 7      | 46 | 7  | 11 | 28 | 35  | 86 | -51 | 32  | 24.    |
| 2015/16 | Isthmian League (Division One North)             | 8      | 46 | 16 | 14 | 16 | 74  | 68 | +6  | 62  | 13.    |
| 2016/17 | Isthmian League (Division One North)             | 8      | 46 | 20 | 9  | 17 | 74  | 66 | +8  | 69  | 11.    |
| 2017/18 | Isthmian League (Division One North)             | 8      | 46 | 17 | 14 | 15 | 67  | 65 | +2  | 65  | 9.     |
| 2018/19 | Isthmian League (North Division)                 | 8      | 38 |    |    |    |     |    |     |     |        |